# EScan
eScan Antivirus is een antivirusprogramma dat gemaakt wordt door het Indiase antivirusbedrijf MicroWorld Technologies Inc.. Het verscheen voor het eerst in India en dit in het jaar 1993. Tegenwoordig wordt eScan internationaal bekender en is het beschikbaar in 18 talen. De meest recente versie is 14.0.1400.2117 en verscheen op 27 augustus 2018. Deze versie is beschikbaar voor alle huidig ondersteunde Windows versies. Er bestaan versies voor iOS, OSX, Android, en Linux.
eScan is beschikbaar in het Nederlands, Engels, Duits, Frans, Grieks, Italiaans, Latijns Spaans, Noors, Portugees, Spaans, Zweeds, Russisch, Koreaans, Pools, Vereenvoudigd Chinees, Kroatisch, Ests en Japans.

## Versies
- eScan Antivirus Toolkit Utility - Een freeware-versie voor thuis-/niet-commercieel gebruik
- eScan Antivirus - Een betaalde versie voor thuisgebruik
- eScan Internet Security Suite - Volledige beveiliging voor thuisgebruik
- eScan Linux Desktop - Voor Linux thuisgebruik
- eScan Antivirus for SMB - Antivirus voor kleine bedrijven
- eScan Internet Security Suite for SMB - Volledige beveiliging voor kleine bedrijven
- eScan MailScan for SMB - Voor mailserver beveiliging
- eScan Linux Server - Beveiliging voor de Linux Server
- eScan Corporate Edition - Beveiliging voor bedrijven
- eScan Enterprise Edition - Beveiliging voor grotere bedrijven
- eScan Enterprise SBS Standard (Small Business Server) - Beveiliging voor Microsoft SBS
- eScan Web and Mail filter - Antispam en webtoegang
- eScan for Linux File Servers - Linux File Server beveiliging

## Opties
Afhankelijk van de versie zijn er volgende mogelijkheden:
- On-Demand scanner
- Firewall
- E-mailbescherming
- Outlook-/Exchange-bescherming
- Multi-level bescherming
- Reddingsdisk voor Windows